# Volo Continental Airlines 1713
Il volo Continental Airlines 1713 era un volo di linea passeggeri nazionale tra Denver e Boise, negli Stati Uniti d'America. Il 15 novembre 1987, un Douglas DC-9 che stava operando su questa rotta si è schiantato durante il decollo mentre era in corso una tempesta di neve all'aeroporto internazionale di Stapleton a Denver, in Colorado, il 15 novembre 1987.
Venticinque passeggeri e tre membri dell'equipaggio morirono nell'incidente.
L'indagine condotta dal National Transportation Safety Board (NTSB) sull'incidente ha determinato che la causa più probabile dell'incidente è stata la mancata ispezione dell'aeromobile da parte del comandante prima di decollare.

## L'aereo
Il volo 1713 è stato operato da un Douglas DC-9-14, un bimotore a fusoliera stretta registrato N626TX. L'aeromobile era alimentato da due motori Pratt & Whitney JT8D-7B. Era stato originariamente consegnato ad Air Canada nel 1966 e venduto poi a Continental Airlines nel 1982. In 21 anni di servizio, l'aeromobile aveva accumulato oltre 52 400 ore di volo e oltre 61 800 cicli decollo-atterraggio.

## L'equipaggio
Il comandante era Frank B. Zvonek Jr., un 43enne che lavorava per Continental Airlines dal 1969. Aveva 12 125 ore di esperienza di volo alle spalle, ma solo 166 sul DC-9. Era stato promosso a Comandante meno di 3 settimane prima dell'incidente.
Il Primo Ufficiale era il 26enne Lee Edward Bruecher, assunto da Continental Airlines 4 mesi prima; in precedenza aveva volato per Rio Airways, e aveva superato un primo controllo di competenza sul DC-9 a metà settembre. Aveva 3 186 ore di volo, ma solamente 36 sul DC-9, e non volava da 24 giorni. Bruecher era il pilota in comando al momento dell'incidente.
L'equipaggio di cabina era composto da tre assistenti di volo.

## L'incidente

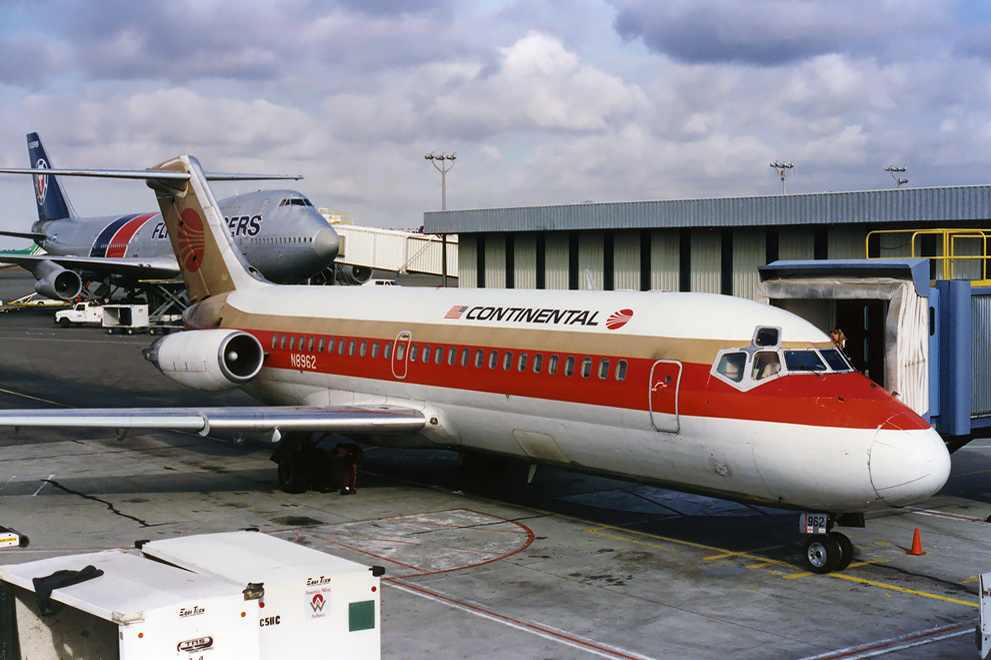
Un DC-9-14 della Continental Airlines, simile a quello coinvolto nell'incidente

Il volo 1713 partì da Denver alle 12:25, ma molti voli quel giorno furono ritardati a causa del maltempo. Alle 13:03, il volo 1713 rullò dal luogo dov'era parcheggiato alla piattaforma di sghiacciamento; i controllori del traffico aereo (ATC) non erano a conoscenza del fatto che il velivolo avesse lasciato il gate, poiché i piloti non avevano richiesto l'autorizzazione per il rullaggio. Il de-icing venne completato alle 13:46.
Alle 13:51, il volo 1713 contattò il controllore per iniziare il rullaggio dalla postazione di de-icing. Il controllore autorizzò la procedura, ritenendo che l'aereo fosse ancora al gate e stesse richiedendo di procedere al de-icing, e ordinò al volo di passare alla frequenza del controller di terra.
Alle 14:05, il volo 1713 era posizionato all'estremità nord della pista e l'equipaggio era pronto per il decollo. Non tenuti adeguatamente informati della posizione del volo 1713, i controllori del traffico fecero decollare diversi velivoli, lasciando il volo 1713 sotto la neve per diversi minuti. Il volo 1713 informò quindi l'ATC che stava attendendo alla fine della pista ed era in attesa di istruzioni per il decollo.

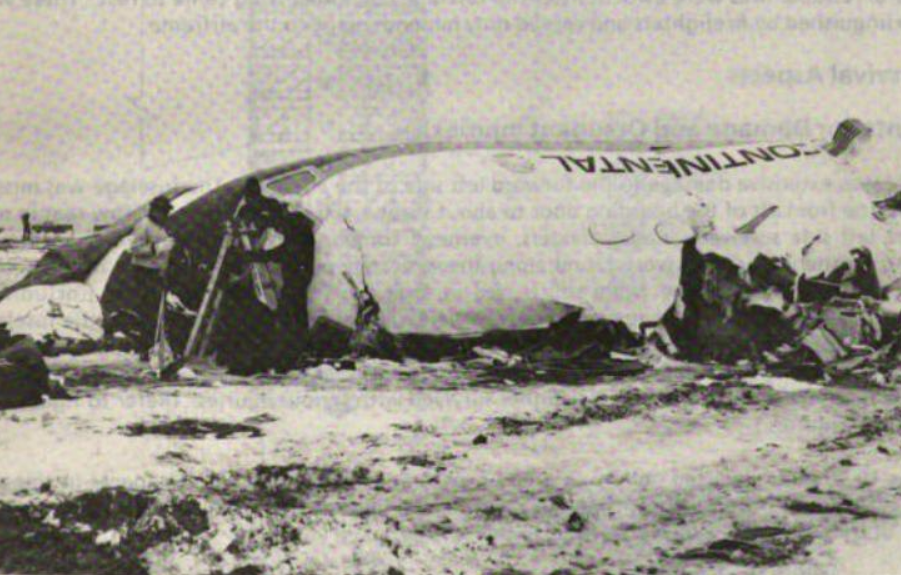
Relitto del volo 1713

Il volo 1713 venne autorizzato alle 14:14. Mentre il DC-9 stava decollando, il pilota in controllo sovra-ruotò; il DC-9 non prese quota e l'ala sinistra colpì il terreno, separandola dal resto della fusoliera. Un incendiò divampò nell'ala sinistra poco dopo, provocando una "palla di fuoco" all'interno della cabina. Il lato sinistro del DC-9 e la cabina di pilotaggio colpirono il terreno e l'aeromobile continuò a scivolare, riverso su un fianco.
Un totale di 25 passeggeri e 3 membri dell'equipaggio morirono nell'incidente; le ultime due vittime perirono durante il ricovero in ospedale. Il Comandante e il Primo Ufficiale, un assistente di volo e 11 passeggeri rimasero uccisi a causa di un trauma contusivo. Inoltre, 5 passeggeri morirono per lesioni alla testa secondarie e 9 passeggeri decedettero per asfissia. I rimanenti 52 passeggeri e 2 assistenti di volo sopravvissero. Dei sopravvissuti, 25 riportarono ferite lievi e 27 ferite gravi. Il Fitzsimons Army Medical Center inviò il suo personale per assistere nel triage, e i sopravvissuti vennero curati in dieci ospedali.

### Condizioni meteorologiche
Al momento dell'incidente, avvenuto di domenica pomeriggio, il National Weather Service stava segnalando moderata neve all'aeroporto internazionale di Stapleton. Il tasso di nevicata più elevato fu tra le 13:10 e le 14:20 MST, con il picco delle precipitazioni che si è verificò intorno alle 13:50.

## Le indagini
L'NTSB indagò sull'incidente.

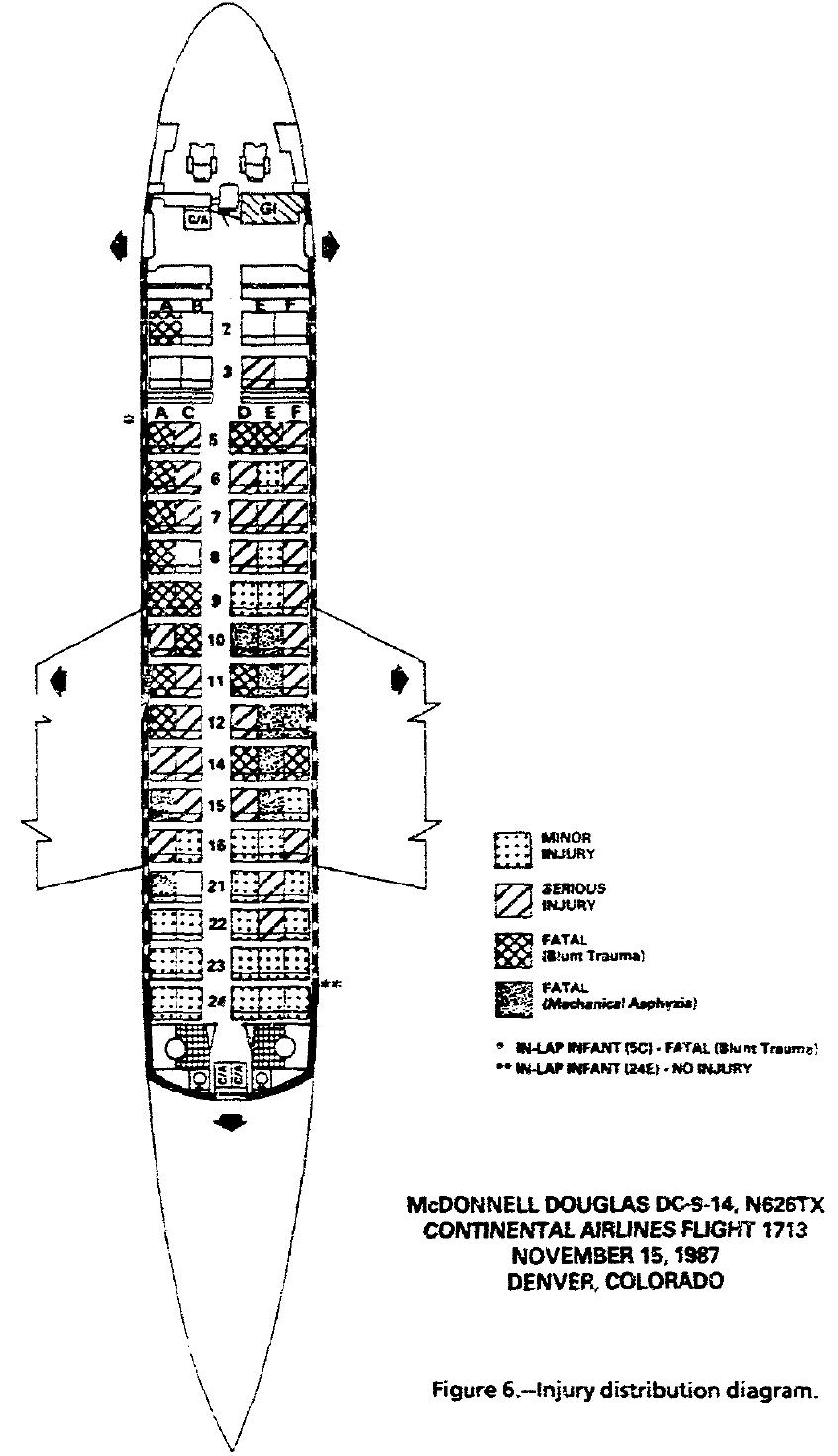
La mappa dei posti del volo Continental Airlines 1713, fornita dalla NTSB. ll grafico illustra la posizione dei passeggeri, la mancanza di lesioni, la gravità delle lesioni e le cause dei decessi, tutte ove applicabili.

Nel luglio 1988, Continental Airlines presentò un rapporto all'NTSB ipotizzando le cause dell'incidente come turbolenza di scia, la neve accumulata sulla pista o errori dei controllori del traffico aereo (ATC). Tuttavia, l'NTSB aveva studiato la teoria della turbolenza di scia, concludendo che quella generata dal volo precedente non avrebbe potuto influenzare il volo 1713.
Durante le indagini, l'insufficiente esperienza dell'equipaggio presente sul DC-9 fu messa in discussione. Gli investigatori avevano anche scoperto che, prima di essere assunto dalla Continental, Bruecher era stato licenziato da un'altra compagnia aerea dopo aver fallito in tre occasioni un esame di volo. Allo stesso modo, gli investigatori stabilirono che il Primo Ufficiale Bruecher era ai controlli al momento dell'incidente.
Gli investigatori determinarono che erano trascorsi 27 minuti tra la conclusione del de-icing e il tentativo di decollo del volo 1713, sette in più di quanti ne sarebbero dovuti trascorrere. L'NTSB concluse che la superficie dell'ala era stata contaminata da un accumulo di ghiaccio sulle ali prima della partenza, basandosi anche sulle testimonianze dei passeggeri sopravvissuti che avevano visto "chiazze" di ghiaccio sull'ala, dopo il completamento del sbrinamento. Gli investigatori conclusero anche che una quantità elevata di neve era caduta sul DC-9 in attesa del decollo; questa aveva sciolto e diluito il fluido di sbrinamento e aveva permesso al ghiaccio di riformarsi sulle ali. Secondo il produttore dell'aeromobile, anche una modesta quantità di contaminazione da ghiaccio sulla parte superiore dell'ala avrebbe potuto compromettere le prestazioni e portare alla perdita di controllo del rollio e del beccheggio. Sulla base di ciò, l'NTSB concluse che una piccola quantità di ghiaccio sulle ali aveva causato notevoli problemi di controllabilità al volo 1713.
L'NTSB determinò anche che le scarse prestazioni del primo ufficiale durante il decollo avevano probabilmente contribuito alla perdita di controllo dell'aereo. Il Primo Ufficiale aveva ruotato l'aereo di oltre 6 gradi al secondo, il doppio della velocità raccomandata. In combinazione con gli effetti del ghiaccio sull'ala, l'elevata velocità di salita causò lo stallo dell'ala sinistra e successivamente, dell'aereo.  Il volo 1713 era il primo volo di Bruecher dopo un'assenza di 24 giorni dal pilotaggio e l'NTSB concluse che questa prolungata assenza aveva eroso le conoscenze assorbite nel suo recente addestramento.
Il 27 settembre 1988, l'NTSB pubblicò il rapporto finale sulla sua indagine, attribuendo l'incidente al mancato sbrinamento dell'aereo da parte del Comandante una seconda volta, le scarse prestazioni al decollo del Primo Ufficiale, la confusione tra i piloti e i controllori del traffico aereo che contribuirono ai ritardi, aggravati da un equipaggio in cabina di pilotaggio in cui entrambi i piloti erano relativamente inesperti su quel tipo di aeromobile.

## Conseguenze
Dopo l'incidente, Continental Airlines non ha ritenuto necessario modificare le sue procedure per la gestione del servizio di sbrinamento, e ha sviluppato un programma computerizzato che avrebbe impedito ai piloti con meno di 100 ore di volo di essere assegnati sullo stesso velivolo.
Nove mesi dopo l'incidente del volo 1713, il volo Delta Air Lines 1141 si schiantò a Dallas. Quando l'NTSB pubblicò il suo rapporto sul volo 1713, menzionò specificamente il fatto che "quasi 3 minuti di conversazione non idonea" erano avvenuti nella cabina di pilotaggio prima del decollo. Quando in seguito l'NTSB pubblicò il suo rapporto sul Delta 1141, scoprì che anche quell'equipaggio aveva intrapreso una conversazione non pertinente, inclusa una discussione sul registratore vocale dell'incidente del volo Continental 1713. Il rapporto sul volo Delta 1141 concluse, tra le altre cause, che l'incidente fu causato dalla conversazione non idonea tenuta dall'equipaggio, che contribuì alla loro incapacità di estendere i flap e gli slat per una corretta configurazione di decollo.
L'aeroporto di Stapleton è stato rimpiazzato dall'aeroporto internazionale di Denver nel 1995; da allora esso è stato dismesso e il terreno è stato riqualificato come quartiere commerciale e residenziale. Continental Airlines si è fusa con la UAL Corporation (la società madre di United Airlines ) tramite uno scambio di azioni nel 2010 e l'integrazione è stata completata nel 2012.

## Cultura di massa
Il volo Continental Airlines 1713 è stato menzionato nel film Rain Man del 1988.
L'incidente è descritto nel decimo episodio della stagione 18 della serie televisiva Indagini ad alta quota. L'episodio si intitola "Morte in inverno".